# Подлес
Подлес (мкд. Подлес) је насеље у Северној Македонији, у средишњем делу државе. Подлес управно припада општини Градско.

## Географија
Подлес је смештен у средишњем делу Северне Македоније. Од најближег већег града, Велеса, насеље је удаљено 20 km јужно.
Рељеф: Насеље Подлес се налази у историјској области Тиквеш. Село је положено на изнад Тиквешке котлине, на јужним падинама планине Клепе. Насеље је положено на приближно 650 метара надморске висине. 
Месна клима је континентална.

## Становништво
Подлес је према последњем попису из 2002. године имало 49 становника.
Већинско становништво у насељу су етнички Македонци (100%).
Претежна вероисповест месног становништва је православље.